# Чувикс
Чувикс — железнодорожный разъезд в Похвистневском районе Самарской области в составе сельского поселения Подбельск.

## География
Находится у железнодорожной линии Самара-Уфа на левобережье реки Большой Кинель на расстоянии примерно 26 километров по прямой на западо-юго-запад от районного центра города Похвистнево.

## Население
Постоянное население составляло 9 человек (русские 78 %) в 2002 году, 0 в 2010 году.